# Судан
Судан (англійська [suːˈdɑːn] soo-DAHN або [suːˈdæn] soo-DAN ; араб. السودان, трансліт. Sūdān), офіційна назва Республіка Судан (араб. جمهورية السودان, трансліт. Jumhūriyyat as-Sūdān) — держава в Північно-Східній Африці. Межує на південному заході з Центральноафриканською Республікою, на заході з Чадом, на півночі з Єгиптом, на північному сході з Еритреєю, на південному сході з Ефіопією, на північному заході з Лівією, на півдні з Південним Суданом і омивається Червоним морем. Населення становить 45,7 млн станом на 2022 рік, площа — 1 886 068 км², що робить її третьою за величиною країною Африки та третьою в Лізі арабських держав. Це була найбільша за площею країна в Африці та Лізі арабських держав до відокремлення Південного Судану в 2011 році. Столиця — Хартум, а найбільш густонаселене місто — Омдурман (частина столичного району Хартум).
Територія, яка зараз є Суданом, була свідком хормуської (40000–16000 рр. до н. е.), халфської (бл. 20500–17000 рр. до н. е.), себільської (бл. 13000–10 000 рр. до н. е.), каданської культур (бл. 15000–5000 рр. до н. е.), битви при Джебель Сахабі (найдавнішої відомої битви у світі, бл. 11400 р. до н. е.), культури групи А (бл. 3800 р. до н. е.–3100 р. до н. е.), королівства Керма (прибл. 2500—1500 рр. до н. е.), Єгипетського нового царства (прибл. 1500 р. до н. е.–1070 р. до н. е.) та королівства Куш (прибл. 785 р. до н. е.–350 р. н. е.). Після падіння Куша нубійці утворили три християнські королівства Нобатія, Мукурра та Алва. Між 14 і 15 століттями більша частина Судану була поступово заселена арабськими кочівниками. З 16 по 19 століття в центральному та східному Судані домінував султанат Фундж, у той час як на заході панував Дарфур, а на сході — османи. У 1811 році мамлюки заснували державу в Донголі як базу для своєї работоргівлі. Під турко-єгипетським правлінням у Судані після 1820-х років практика торгівлі рабами закріпилася вздовж осі північ-південь, коли набіги работорговців відбувалися в південних частинах країни, а бранців транспортували до Єгипту та Османської імперії.
З XIX ст. весь Судан був завойований єгиптянами під керівництвом династії Мухаммеда Алі. Релігійно-націоналістичний запал місцевого населення спалахнув у Махдистському повстанні, під час якого сили Махдистів зрештою були розгромлені спільними єгипетсько-британськими військовими силами. У 1899 році під тиском Великобританії Єгипет погодився розділити суверенітет над Суданом зі Сполученим Королівством як кондомініум. По суті, Судан керувався як британське володіння. Єгипетська революція 1952 року повалила монархію та зажадала виведення британських військ з усього Єгипту та Судану. Мухаммад Нагіб, один із двох співлідерів революції та перший президент Єгипту, який був наполовину суданцем і виріс у Судані, зробив поступ до незалежності Судану пріоритетом революційного уряду. Наступного року під тиском Єгипту та Судану Сполучене Королівство погодилося на вимогу Єгипту до обох урядів припинити спільний суверенітет над Суданом і надати Судану незалежність. 1 січня 1956 року Судан був належним чином проголошений незалежною державою.
Після того, як Судан став незалежним, режим Джафара Німейрі розпочав правління ісламістів. Це загострило розрив між ісламською Північчю — резиденцією уряду — та анімістами та християнами на Півдні. Розбіжності в мові, релігії та підходах до політичної влади спалахнули в громадянській війні між урядовими силами під впливом Національного ісламського фронту (NIF) і південними повстанцями, найвпливовішою фракцією яких була Народно-визвольна армія Судану (NOLA), яка врешті очолила перехід до незалежності Південного Судану в 2011 р. Між 1989 і 2019 роками Суданом правила 30-річна військова диктатура на чолі з Омаром аль-Баширом. Вона вчиняла широкомасштабні порушення прав людини, включаючи тортури, переслідування меншин, передбачувану підтримку глобального тероризму та етнічний геноцид у Дарфурі з 2003 по 2020 роки. Загалом режим убив приблизно від 300 000 до 400 000 людей. У 2018 році спалахнули протести з вимогою відставки Башира, які призвели до державного перевороту 11 квітня 2019 року та ув'язнення Башира.
Іслам був державною релігією Судану, і ісламські закони застосовувалися з 1983 до 2020 року, коли країна стала світською державою. Судан є найменш розвиненою країною та займає 172 місце за індексом людського розвитку станом на 2022 рік. З причини міжнародних санкцій та ізоляції, а також через історію внутрішньої нестабільності та фракційного насильства економіка країни значною мірою залежить від сільського господарства. Переважна більшість території Судану засушлива, і понад 60 % населення Судану живе в бідності. Судан є членом ООН, Ліги арабських держав, Африканського союзу, COMESA, Руху неприєднання та Організації ісламського співробітництва.

## Історія

### Доісторичний Судан

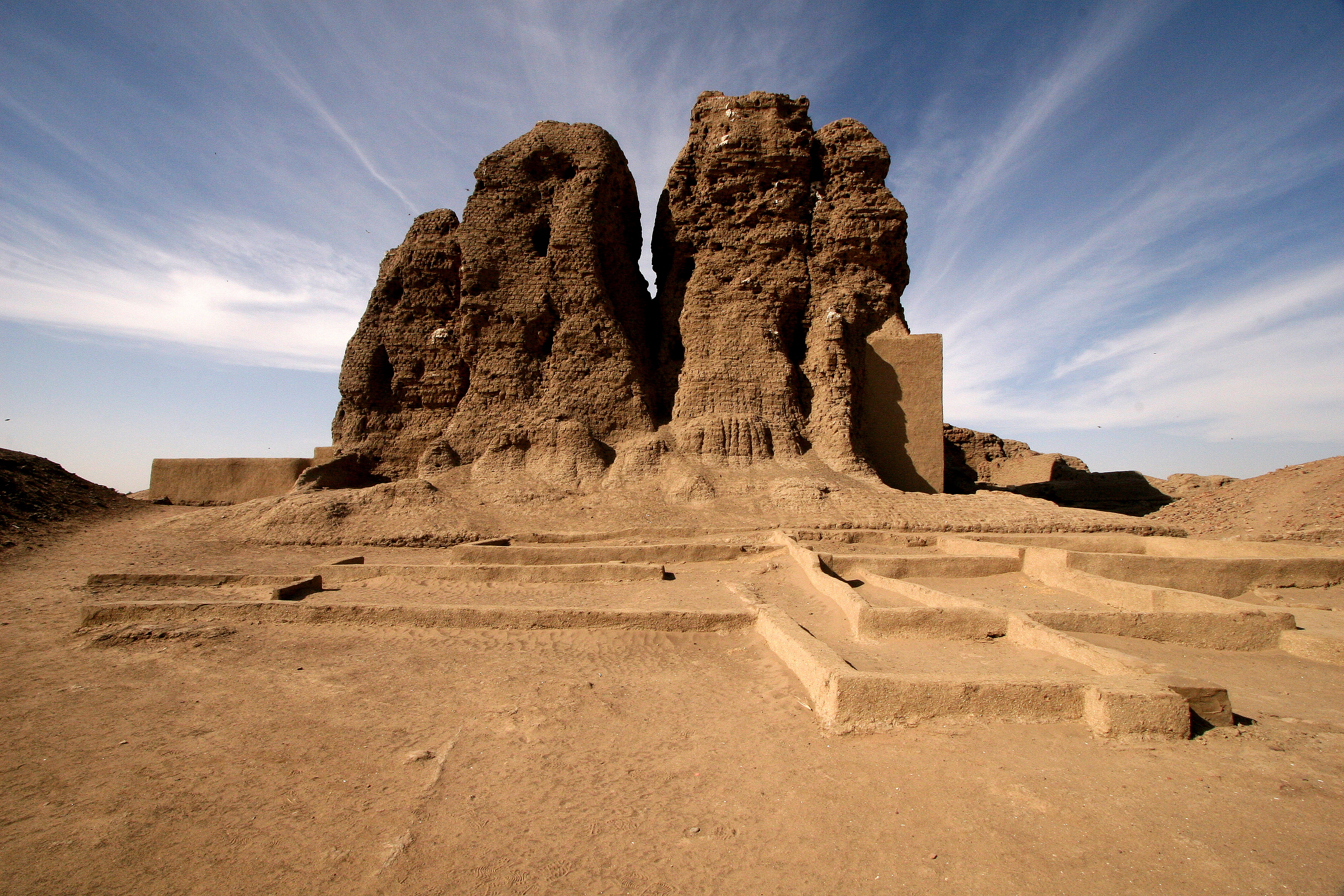
Храм з глиняної цегли, стародавнє місто Керма

За вісім тисяч років до н. е. на території Судану оселилося плем'я, що належало до Неолітичної культури, заснувавши кілька укріплених поселень, при цьому полювання та рибальство на Нілі були витіснені збиранням зерна та випасом худоби. В п'ятому тисячолітті до н. е. міграція із Сахари, де почалася посуха, призвела до появи в долині Нілу неолітичних племен, які принесли з собою землеробство. Протягом наступних століть розвиток цього генетично та культурно змішаного суспільства призвів до появи соціальної ієрархії та утворення царства Куш зі столицею в Кермі в 1700 до н. е.

### Царство Куш
Найдавніші згадки про північний Судан з'являються в єгипетських джерелах. Протягом двох тисячоліть після Старого царства (близько 2700—2180 до н. е.) єгипетська політична та економічна активність визначала напрямок розвитку регіону центрального Нілу. Навіть в часи, коли політична влада Єгипту в Куші не діяла, культурний та релігійний вплив Єгипту залишався значним.
З плином часу значного розвитку набула торгівля між Єгиптом та Кушем. Єгипетські каравани привозили зерно до Куша та поверталися зі слоновою кісткою, шкірами, ладаном та карнеолом. Єгипетські війська періодично вторгалися до Куша, проте не намагалися встановити постійну присутність в регіоні до часів Середнього царства (близько 2100—1720 до н. е.), коли Єгипет побудував низку фортів уздовж Нілу.
Близько 1720 до н. е. азійські кочівники гіксоси вторглися до Єгипту, поклавши край існуванню Середнього царства, знищили форти уздовж Нілу та зруйнували політичні зв'язки між Єгиптом та Кушем. Ці події призвели до появи незалежного царства, проте після відновлення Єгипетської центральної влади за часів Нового царства (близько 1570—1100 до н. е.) царство Куш знову увійшло до складу Єгипту як провінція під керівництвом віце-короля.
До 11 ст. до н. е. вплив Єгипту зійшов нанівець. У 8 ст. до н. е. кушитське царство знову виникло як незалежна держава під орудою агресивної гілки монархів, які поступово розповсюдили свій вплив на територію Єгипту. Бл. 750 до н. е. кушитський цар Кашта завоював Верхній Єгипет та правив Фівами прибл. до 740 до н. е. Його наступники об'єднали Єгипет та керували ним під ім'ям Двадцять п'ятої династії близько ста років, проте після вторгнення ассирійців у 7 ст. до н. е. були вимушені залишити Єгипет та повернутися до Кушу.

### Мерое

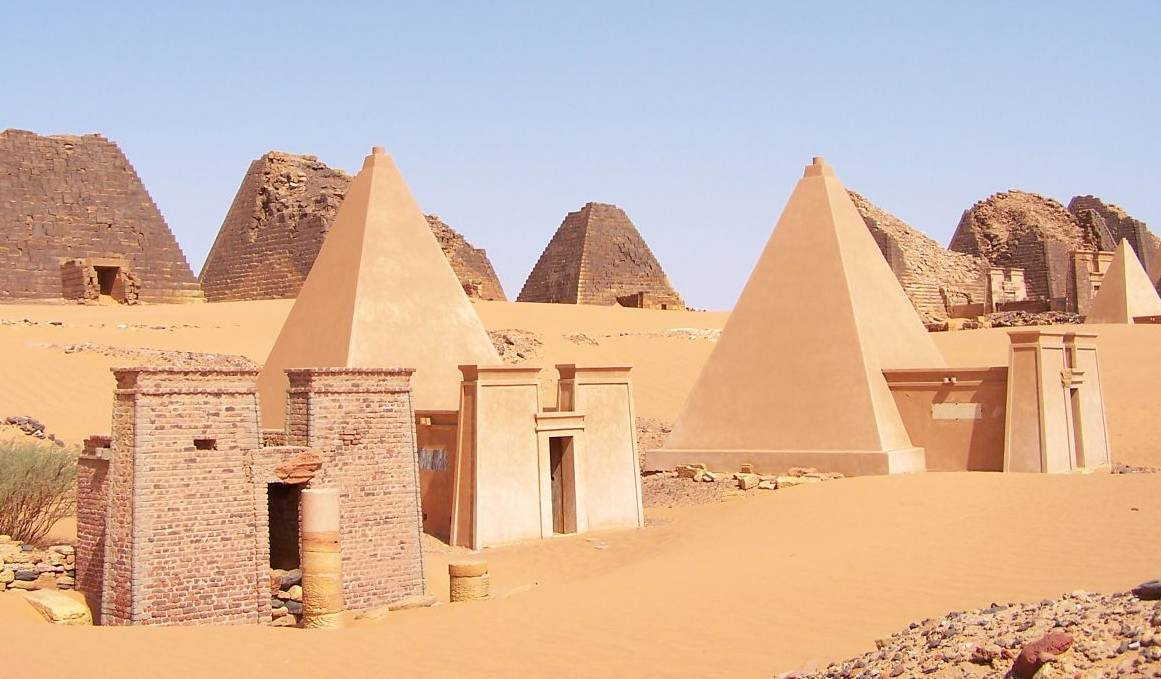
Нубійські піраміди Мерое

Наступній єгипетській династії не вдалося встановити контроль над Кушем. Проте, в 590 до н. е. єгипетська армія зруйнувала тодішню столицю Кушу Напату, змусивши двір переїхати до Мерое, розташованого поблизу шостого порогу. Після цього протягом кількох сторіч Меройське царство розвивалося незалежно від Єгипту, який тим часом перебував під владою персів, греків та, наприкінці, римлян. На піку свого розвитку Меройське царство займало територію від третього порогу на півночі до сучасного Хартуму на півдні.
У II столітті нобати окупували західний берег Нілу в південному Куші. Поступово відбулася асиміляція нобатів як воїнської еліти в меройське суспільство. В той самий час територія царства почала зменшуватися під натиском аксумійців, армія яких захопила та зруйнувала Мерое близько 350 року, таким чином поклавши кінець існуванню незалежної меройської держави.

### Християнська Нубія
До VI століття на руїнах царства Мерое постали три держави-нащадки — Нобатія на півночі, на території сучасного Єгипту, Мукурра в центрі та Алва на півдні, в серці колишнього меройського царства.
Візантійські місіонери прибули в Нобатію близько 540 року та почали проповідувати Євангеліє. Нубійські правителі прийняли монофізитське християнство та визнали духовну владу коптського патріарха в Александрії над нубійською церквою.
Християнські нубійські царства існували протягом кількох сторіч, сягнувши піку їхнього розвитку в IX—X століттях, проте мусульманські арабські загарбники, які в 640 році підкорили Єгипет, були серйозною загрозою для них. І хоча їм не вдалося підкорити Нубію, мусульманське домінування в Єгипті унеможливило зв'язки з коптським патріархатом і, таким чином, появу нових духовних пастирів, в результаті чого Нубійська церква була відрізана від решти християнського світу.

### Іслам
До VII століття на території Судану існували невеликі християнські королівства (Алоа, Мукурра, Нобатія). У 640-х роках з Єгипту, почав проникати арабський вплив. Територія між Нілом і Червоним морем була багата золотом і смарагдами, і сюди стали проникати арабські золотошукачі. Араби принесли з собою іслам.

### XIX століття

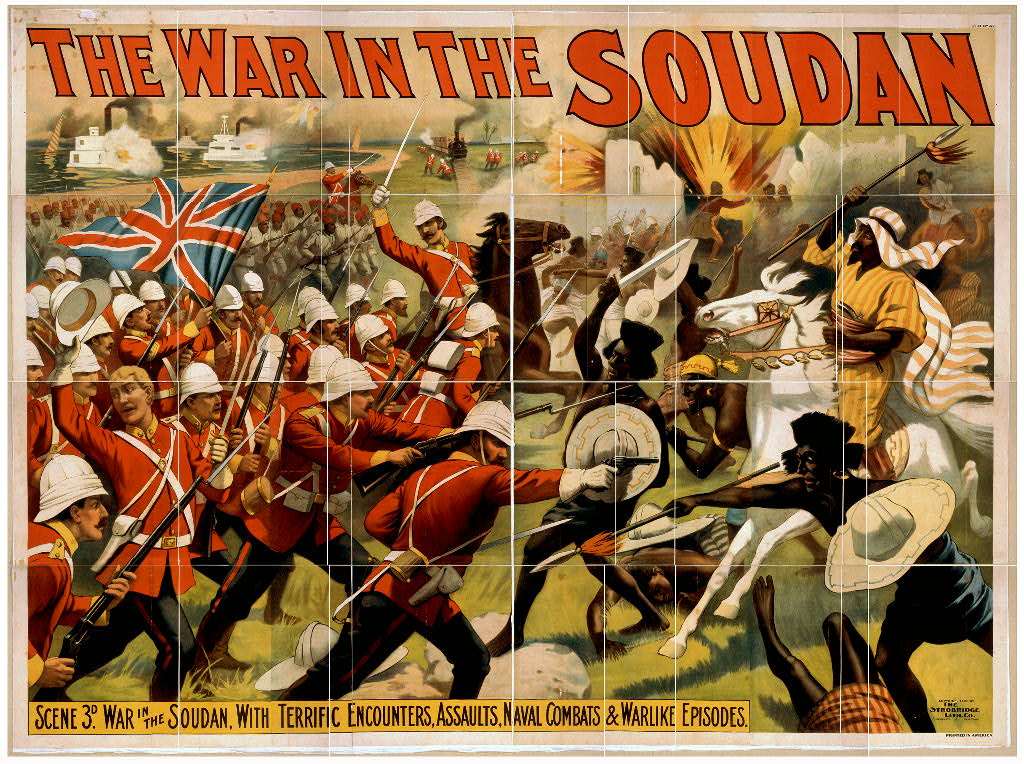
Повстання махдистів

Упродовж 1819—1838 років Єгипет захопив області Донгола, Бербер, Кассала, Сеннар і Кордофан. Відповідно до фірману Високої Порти в 1841 році управління цими адміністративними одиницями, названими «Єгипетський Судан», було передано віце-королю Єгипту, таким чином Судан увійшов до складу Османської імперії, але фактично став володінням Єгипту. Просуванню далі на південь перешкодили тропічні болота. Впродовж більшої частини XIX ст. Єгипет контролював усю територією сучасного Судану.
У другій половині XIX ст. в Судані посилився вплив Великої Британії. Генерал-губернатором Судану став англієць Гордон. Тоді ж губернатором Екваторіальної провінції Судану був відомий німецький дослідник й мандрівник Мехмед Емін-Паша. Жорстока експлуатація і національне пригноблення привели до виникнення могутнього народного руху протесту з релігійною спрямованістю. Релігійний лідер Мухаммед ібн Абдалла (також відомий як Мухаммед Ахмед) проголосив себе в 1881 році «Магді» (месією) і об'єднав племена західного і центрального Судану проти англійців і османів. Повстання завершилося взяттям Хартума в 1885 році і вигнанням з країни європейських, турецьких і єгипетських чиновників. Махді незабаром помер від менінгококового менінгіту або від епідемічного висипного тифу, які звичні й до сьогодні для тих регіонів, але створена ним держава, яку очолив Абдаллах ібн ас-Саїд Мухаммед Туршайн, протрималися ще півтора десятки років, і лише в 1898 році повстання було придушене англо-єгипетськими військами. 19 січня 1899 року Велика Британія та Єгипет підписали угоду про встановлення спільного управління в Судані (англо-єгипетський кондомініум) — на південь від 22-ї паралелі.
Але в цьому договорі не були чітко окреслені контури взаємин між двома урядами. По-друге, він не надавав правової підстави для продовження британської присутності в Судані — англійці управляли там від імені хедива. Верховне військове і цивільне управління в Судані було передане генерал-губернатору — офіцерові, якого призначав і відправляв у відставку хедив з відома лондонського уряду. У кожну суданську провінцію був призначений губернатор (мудір), два інспектори і кілька окружних комісарів. Майже на всі ці пости були призначені британські офіцери, прикомандировані до єгипетської армії, але потім (з 1901 року) до країни стали прибувати цивільні чиновники. Чиновниками середньої ланки стали єгиптяни, а нижньої — представники місцевого суданського населення.

### XX століття
Спочатку британська адміністрація управляла досить вільно, але в 1910 році при генерал-губернаторі була створена Виконавча рада, згода якої була потрібна у всіх законодавчих і бюджетних питаннях. У нього входили генерал-інспектор, цивільний, судовий і фінансовий секретарі і ще 2—4 британських чиновника, призначених генерал-губернатором.
Британська адміністрація для зміцнення своєї влади, зокрема, заохочувала етнічний і політичний сепаратизм населення суданського півдня, що дотримувався традиційних вірувань і що сповідував християнство. Таким чином закладалися передумови для майбутніх етнічних і релігійних конфліктів.
На початку Другої світової війни італійська армія, що діяла з території Абісинії, зайняла частину території Судану, але вже в 1941 році італійці були вимушені піти, а Судан став важливою базою британських військ в Африці. Військові частини, набрані з місцевого населення, брали участь в бойових діях в Еритреї, Єгипті, Лівії, Тунісі.
Участь у війні мала позитивні наслідки для Судану — зростання національної промисловості, активізація політичного життя, поява політичних партій, посилення прагнень до незалежності.

### Незалежність
Єгипет після революції 1952 року визнав право суданського народу на самовизначення. У 1955 році суданський парламент проголосив незалежність країни, і в тому ж році англійські і єгипетські війська були виведені з Судану.
Центральний уряд у Хартумі, ключові позиції в якому зайняли мусульмани, відмовився виконати обіцянки про створення федеральної держави, що привело до заколоту офіцерів-південців і громадянської війни, що тривала протягом 1955—1972 років.
Країна за цей час пережила кілька військових і державних переворотів, проте режими, що міняли один одного, були нездатні впоратися з проблемами сепаратизму, етнічної роз'єднаності й економічної відсталості. Назва країни у 1969 році була змінена на Демократичну Республіку Судан. Нова конституція прийнята в 1971 році. Національні Збори створені у 1974 році. Закони Шаріату введені з 1983 року.
У 1987 році почалася громадянська війна з Суданською народною визвольною армією (СНВА). Договір про мир був підписаний у 1988, але війна продовжувалася. З 1991 року була уведена федеративна система, країна була розділена на 9 штатів. У 1993 році СНВА оголосила про припинення вогню, і почалися мирні переговори. Цивільний уряд замінив військову раду, але реально країна як і раніше знаходиться під контролем армії.
Після чергового перевороту, здійсненого 30 червня 1989 року до влади прийшов полковник Омар Хассан аль-Башир. За політичну опору він вибрав малопопулярну на той час партію Національний ісламський фронт, що проголошувала курс на побудову істинно ісламського суспільства, очолював її відомий своїми фундаменталістськими поглядами Хасан Абдалла Турабі. З початку 90-х в країні інтенсивно проводився курс на ісламізацію життя, цей процес припинився тільки на початку XXI ст., коли Турабі і Башир розійшлися в думках і перший перейшов в опозицію. Башир є президентом і главою держави, прем'єр-міністром і головнокомандувачем Збройними силами країни. Референдум про незалежність Південного Судану від Судану відбувся 9—15 січня 2011 року. За результатами референдуму Південний Судан вийшов зі складу Судану 9 липня 2011 року.
11 квітня 2019 року, після тривалих народних протестів у столиці, Хартумі та інших місцях Судану, невдоволені його правлінням військові, вчинили державний заколот. Президент аль-Башир був усунутий з усіх посад, заарештований і «відправлений перебувати у надійному місці» в результаті військового перевороту. Армія, яка взяла на себе управління державою, оголосила про дворічний перехідний період до виборів президента країни.

Голова військової ради Судану Авад ібн Ауф (тимчасового уряду країни) оголосив про свою відставку з посади міністра оборони і тимчасового керівника країни наступного дня після здійснення державного перевороту, під час якого відсторонили від влади президента країни Омара аль-Башира .
За даними рейтингу «Неспроможних держав» на 2013 рік, Судан посідає в ньому третє місце.
25 жовтня 2021 року, військові Судану заарештували членів перехідного цивільного уряду, в тому числі прем'єр-міністра, і оголосили в країні надзвичайний стан. Голова Суверенної ради Судану генерал Абдель Фаттах аль-Бурхан в телевізійному зверненні заявив, що був змушений піти на такі дії через протистояння між різними політиками й заклики до насильства. Аль-Бурхан пообіцяв, що Судан залишатиметься вірним міжнародним угодам і через деякий час країна може повернутися до цивільного правління, це може статися після виборів, призначених на липень 2023 року. Армія арештувала уряд на тлі зростання напруги між військовими і цивільною перехідною владою. Вони спільно управляли країною після повалення президента Омара аль-Башира 2019 року.
Вранці в суботу 15 квітня 2023 року місцеві сили швидкого реагування атакували штаби армії, резиденцію головнокомандувача і стратегічні об'єкти в столиці, очевидно, маючи намір перехопити владу у армії.

## Державний устрій
Республіка. Діє тимчасова конституція 2005 року. Глава держави і уряду — президент.
Парламент двопалатний — Рада штатів (50 місць, обирається органами управління штатів на 6-річний термін) і Національна асамблея (450 місць, у 2005 році були призначені президентом — заповнено 360 місць: 355 від президентської партії Національний конгрес та 5 безпартійних).
11—15 квітня 2010 року пройшли президентські і парламентські вибори. Переможцем президентських виборів оголошений Омар Хасан аль-Башир (68,24 %). За підсумками парламентських виборів найбільше голосів набрала партія Національний конгрес Судану.
Внаслідок військового перевороту 11 квітня 2019 року, діяльність Парламенту Судану була призупинена. Також призупинено дію Конституції Судану. Уся влада перебуває у руках Військової ради Судану. Уряд Судану очолювала Перехідна військова рада до 20 серпня 2019 року, коли її було розпущено, повноваження передано Суверенній Раді Судану, яка мала керувати протягом 39 місяців до 2022 року, у процесі переходу до демократії.
3 жовтня 2020 року підписання мирної угоди між перехідним урядом і різними групами повстанців подовжило перехідний період на 21 місяць. Зараз вибори заплановані на 2024 рік.

## Географія Судану
Судан розташований в Північній Африці, на північному сході обмежений Червоним морем, і має берегову лінію 853 км вздовж берега моря. Площа Судану 1 886 068 км², це третя країна за площею в Африці і п'ятнадцята у світі. Рельєф країни складають, здебільшого, плоскі рівнини, помережані декількома гірськими хребтами, на заході це Джебел Марра (Jebel Marra), на півдні вздовж Нілу рельєф дещо нижчий, на сході височать гори Червоного моря.
Синій і Білий Ніл зливаються в Хартумі і повноводний Ніл несе свої води на північ через Єгипет до Середземного моря. Блакитний Ніл тече Суданом всі 800 км в довжину і приймає в себе ще річки Діндер і Рагад між Сеннаром і Хартумом, а Білий Ніл в Судані не має значних приток. Побудовано кілька гребель на річищах Синього і Білого Нілу, серед них в Сеннарі і Росейріс на Блакитному і Джебел Аулія гребля на Білому Нілі. А на самій півночі країни розташоване рукотворне озеро на судансько-єгипетському кордоні — озеро Насер (наслідок побудови Асуанської греблі).
Кількість опадів збільшується в південному напрямку, на півночі дуже суха Нубійська пустеля, на півдні болотисті місцевості і ліси. Сезон дощів в Судані триває близько трьох місяців: з липня по вересень — на півночі, і до шести місяців з червня по листопад — на півдні країни. Посушливі райони страждають від піщаних буревіїв, відомих як «Хабуб», які можуть повністю блокувати транспортний рух та навіть пересування верблюдів на довгий період. У північних і західних напівпустельних районах, населення покладаючись на убогі опади, в сільському господарстві практикує кочове тваринництво, подорожуючи зі своїми стадами овець і верблюдів з однієї території на іншу. Ближче до річки Ніл, є добре зрошувані селянські господарства, що вирощують товарні культури.
Судан багатий мінеральними ресурсами, тут видобувають: нафту, природний газ, золото, срібло, хром, азбест, марганець, гіпс, слюду, цинк, залізо, свинець, уран, мідь, каолін, кобальт, граніт, нікель і олово.

### Адміністративний поділ

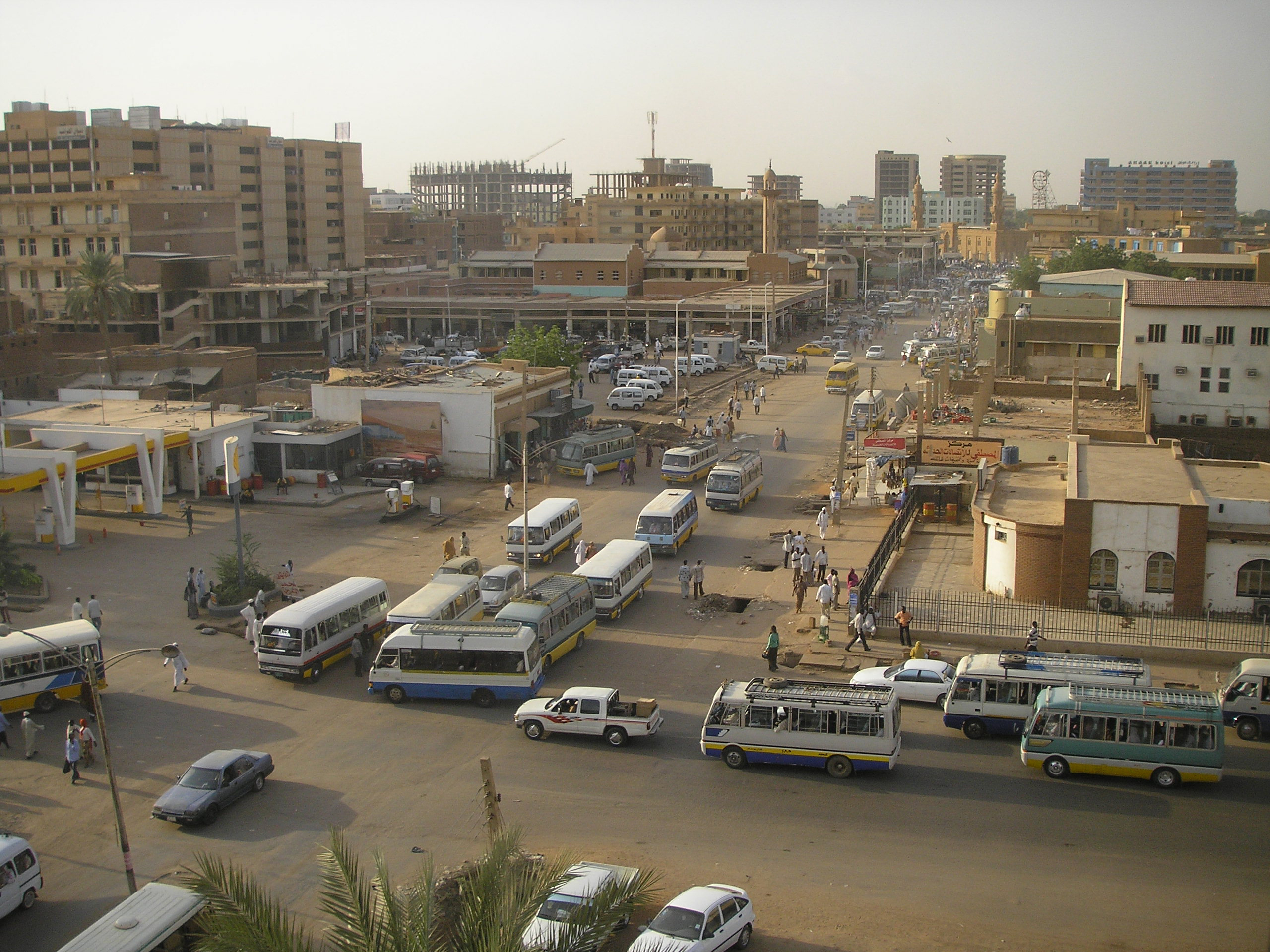
Хартум

## Населення
Станом на липень 2020 року населення Судану становить 43 849 260 осіб. У 1993 році згідно з переписом населення в Судані, було зареєстровано близько 25 млн осіб. У зв'язку з численними конфліктами та громадянською війною в країні жодних переписів відтак не проводилося, але за приблизними підрахунками чиновників ООН в країні, станом на 2006 рік, налічується близько 37 мільйонів осіб. Населення мегаполіса Хартум (включаючи міста Хартум, Омдурман і Північний Хартум) швидко зростає і становить приблизно від 5 до 7 мільйонів чоловік, у тому числі близько 2 млн переміщених осіб з півдня країни — зони війни, а також з заходу та сходу країни, що постраждали від великої посухи.
Згідно з даними (липень 2000 рік) співробітників ООН, у даному регіоні демографічні показники приблизно такі:
- населення — 35 079 814 осіб;
- 0—14 років: 45 % (чоловіки 8 064 592; жінки 7 712 839);
- 15—64 років: 53 % (чоловіки 9 300 886; жінки 9 290 340);
- 65 років і старше: 2 % (чоловіків 406 034; 305 123 жінки);
- темпи приросту населення — 2,55 % (2006 рік);
- народжуваність — 38,58 народжень на 1000 населення;
- смертність — 10,28 смертей на 1000 населення;
- співвідношення статей — 1,03 чоловіка / 1 жінку;
- коефіцієнт дитячої смертності — 70,21 смертей на 1000 живонароджених;
- загальний коефіцієнт народжуваності — 5,47 новонароджених на 1 жінку;
- очікувана тривалість життя при народженні — 56,55 років (загальна); 55,49 років — для чоловіків і 57,66 років — для жінок.

### Мови Судану
Судан є країною з домінуючою арабською мовою. У 2005 році Конституція Республіки Судан, визначила дві офіційні мови країни — арабську (літературну) та англійську.
Загальна кількість мов, що використовують або говорять в Судані — 142. З яких 134 використовуються в наш час[коли?] і 8 мов зникло.
Загалом суданський варіант арабської мови є найпоширенішим в країні, і є домінуючим серед більшості населення країни, яке мешкає на півночі Судану. Це відбулося завдяки змішання єгипетського варіанту арабської мови та самої арабської мови (носіями якої були вихідці з Аравійського півострова) та з поєднанням місцевої мови — Ель Рутана (El Rutana). Це призвело в ряді випадків до існування різних арабських говірок, що є унікальним явищем для Судану, що наочно віддзеркалює хід існування Судану під впливом різних африканських та арабської культур. Інші мови, що збереглися на півночі країни, належать до групи Нубійских мов (Nubian), а саме мова Бежа (Beja) або мова Бедаві (Bedawi).
Мовна політика урядових структур та чиновницького апарату є доволі протекційною щодо арабської мови та частково англійської. Згідно з Конституцією 1998 року, тільки арабську мову було закріплено, як офіційну мову. А в 2005 році, для нібито номінального послаблення арабської мови, статус офіційної мови Судану було закріплено ще й за англійською мовою, тоді як в самій країні грамотність досягає лише 25-30 відсотків, а англійською володіють окремі особи з дипломатичного корпусу та невеличкий прошарок вищого класу, вчених та місіонерів. Але Стаття 8 конституції тепер звучить:
- «Всі корінні Мови Судану є національними мовами і повинні поважатися, розвиватися і заохочуватися».
- «Арабська є головною національною мовою в Судані.»
- «Арабська мова, як основної мова на національному рівні та англійська мова є офіційними робочими мовами національного уряду і мовою навчання в вищих освітніх закладах.»
- «На додаток до арабської та англійської мов, законодавча влада на будь-якому суб-національному рівні за сприяння виконавчих структур може приймати будь-які інші національні мови як додаткові офіційні робочі мови на своєму рівні та території.»
- «На територіях не повинно бути ніякої дискримінації по відношенню до використання арабської чи англійської мов на будь-якому місцевому рівні — в виконавчих структурах чи освітніх закладах.»

### Релігії в Судані
Послідовники ісламу переважають на півночі країни, у той час як корінні традиційні вірування (анімізм) і християнство є поширеними в штатах Півдня Судану. Деякі мусульманські лідери оцінюють мусульманське населенням у понад 32 млн осіб, або понад 80 % загальної чисельності населення, це дуже спірно, оскільки колись, за часів єгипетської колонізації, більшість або майже все населення Судану були християнами. Майже всі мусульмани — суніти, хоча існують значні відмінності між послідовниками різних сунітських гілок віровчення. Дві популярні гілки сунітського напрямку «Ансар» (Ansar) і «Хатміа» (Khatmia), однак у країні почали спостерігатися (хоча в невеликій кількості), громади послідовників шиїтської гілки послідовників пророка Мухаммеда.
Традиціоналісти, як вважають, є другою за величиною релігійною групою в країні, хоча є повідомлення про те, що багато з них, ще й є прихильниками християнства, або поєднують обидві ці форми релігійних переконань. Також, саме анімістів мусульманський уряд країни приписав до числа послідовників ісламу (тим паче, що ті не є прихильниками протестного вияву чи спротиву до владних релігійних деномінацій).
Найбільші за чисельністю християнської конфесії Судану: Римо-католицька церква, Епископальна церква Судану, Пресвітеріанська церква в Судані, і Коптська православна церква. Південний Судан має одну з найбільш швидко зростаючих громад християнського віровчення (в порівнянні зі світовими тенденціями), та й нових церков у Південному Судані будується дуже багато.
Християни, як правило, вважаються третьою за величиною релігійною групою в країні. Римо-католицька церква вважає, що кількість хрещених католиків у Судані — 6 млн, включаючи малі Мелькітску і Маронітську громади на півночі країни. Послідовників Англіканської церкви нараховується близько 5 млн, разом з Епископальною церквою Судану і Дисидентською реформатською епископальною церквою. Є дуже невелика, але давня група православних християн у Хартумі й інших північних містах, в тому числі Коптська православна церква (Coptic Orthodox) і Грецька православна церква (Greek Orthodox Christians).
Є також ефіопська і еритрейська православні громади в Хартумі і в східному Судані (в основному з біженці і мігранти). Інші християнські групи з меншою кількістю послідовників: Африканська Внутрішня церква (Africa Inland Church), Вірменська апостольська церква (Armenian Apostolic Church), Суданська церква Христова (Sudan Church of Christ), (Sudan Interior Church), «Свідки Єгови» (Jehovah's Witnesses), П'ятидесятники Судану (Sudan Pentecostal Church), Суданська Євангелістська Пресвітеріанська церква (на півночі) (Sudan Evangelical Presbyterian Church (in the North)), Пресвітеріанська церква Судану (на півдні) (Presbyterian Church of the Sudan (in the South)) і Церква Адвентистів сьомого дня Судану (Seventh-day Adventist Church of Sudan). Ці різні місіонери та іноземні місіонерські групи працюють на Півночі і Півдні Судану, хоча християнська місіонерська діяльність обмежена на півночі країни, у зв'язку з шаріатом, та сильним соціальним тиском на прозелітизм, а також існуючими дискримінаційними законами проти відступництва.

## Політика
У зовнішній політиці Судан дотримувався націоналістичного, проарабського і проісламського курсу. До 1956 року Судану підтримав Єгипет під час Суецької кризи. У ході арабо-ізраїльської війни 1967 року Судан оголосив війну Ізраїлю і направив військові частини на допомогу Єгипту. Після приходу до влади в країні Башира Судан проводить прагматичну політику, але схиляється до співпраці з радикальним ісламом і консервативними арабськими режимами.
У 1991 році на запрошення духовного лідера ісламських фундаменталістів Судану Турабі до країни прибув саудівський мільйонер Осама бен Ладен, однак у 1996 році він був змушений покинути Судан і перевести свою організацію до Афганістану.

## Туризм
Внутрішній туризм у Судані є важливим фактором економіки країни. Він забезпечує зайнятість для мільйонів людей і приносить значні доходи. Туризм у Судані поступово набирає обертів і може стати однією з провідних галузей економіки країни. У 2019 році Судан відвідало близько 850 тисяч іноземних туристів, що на 10 % більше ніж у 2018 році.
Судан має значний туристичний потенціал завдяки багатій історії, унікальним археологічним пам'яткам, різноманітним ландшафтам та природним багатствам. На території Судану розташовано 6 об'єктів Світової спадщини ЮНЕСКО, зокрема стародавні храми та піраміди Керма, порт Суакін, національний парк Діндер.
За Звітом про конкурентоспроможність подорожей та туризму 2019 року Судан посідає 130 місце з 140 країн світу. Це пов'язано насамперед з недостатньо розвинутою туристичною інфраструктурою, складною політичною ситуацією в країні та низьким рівнем безпеки. Водночас, Судан має гарні показники за природними ресурсами та культурною спадщиною.
Тому розвиток туризму в Судані має значний потенціал за умови поліпшення інфраструктури, забезпечення безпеки туристів та залучення інвестицій в туристичну галузь.

### Історія туризму в Судані[30]
Туризм в Судані бере свій початок ще за часів стародавніх царств Нубії та Куш, коли ці землі відвідували мандрівники та купці. Перші організовані подорожі іноземців до Судану розпочалися в 19 столітті і були пов'язані з відкриттям єгипетськими археологами храмів Абу-Сімбел та інших пам'яток Нубії.
Після здобуття Суданом незалежності у 1956 році почав розвиватися внутрішній та в'їзний туризм. Було створено Державне управління у справах туризму для сприяння розвитку галузі. Проте політична нестабільність гальмувала зростання туристичних потоків.
Нове відродження туризму розпочалося в Судані у 2000-х роках завдяки частковій стабілізації ситуації та зацікавленості іноземців в унікальній історії країни. Уряд Судану розглядає туризм як перспективний напрямок економічного розвитку країни.

### Види туризму[31]
1. Культурно-пізнавальний туризм. Велику зацікавленість викликають унікальні археологічні пам'ятки Стародавньої Нубії: храми Абу-Сімбел, Мерое, Нага, Мусавварат ес Суфра. Також популярні екскурсійні тури старовинними містами Судану: Керма, Донгола, Суакін.

1. Пригодницький туризм. Подорожі пустелею Сахара на джипах та верблюдах, сплави по Нілу, сафарі. Найбільшу зацікавленість викликає Національний парк Діндер з унікальною флорою та фауною.

1. Пляжний туризм. Найпопулярніші курорти розташовані на узбережжі Червоного моря: Порт-Судан, Суакін, Мохаммед Кул. Привабливими є білосніжні пляжі та коралові рифи.

1. Екологічний туризм. Спостереження за птахами на озері Нубія, відвідини заповідників Діндер, Радом та інших. Милування мальовничими краєвидами річки Ніл.

### Основні туристичні об'єкти та міста
Серед головних туристичних об'єктів та міст в Судані можна виділити:
1. Хартум - столиця та найбільше місто країни. Тут розташовані Національний музей Судану, мечеть та мавзолей Махді, ринок Омдурман.

1. Порт Судан - головний морський порт на узбережжі Червоного моря. Відомий своїми пляжами та курортами.

1. Мерое - стародавня столиця царства Куш з унікальними пірамідами та храмами. Об'єкт С Всесвітньої спадщини ЮНЕСКО.

1. Абу-Сімбел - комплекс скельних храмів часів фараонів Рамзеса II та Нефертарі. В 1960-х роках був розібраний та перенесений в інше місце через будівництво Асуанської греблі.

1. Керма - місто з величезними єгипетськими храмами Деффуфа на східному березі Нілу. Важливий туристичний центр.

1. Парк Діндер - найбільший національний парк Судану, відомий своїм різноманіттям фауни. Мешкають леви, слони, жирафи, крокодили та інші тварини.

1. Джебель Марра - найвища точка Судану, гора висотою 3042 метри. Популярна для альпінізму та трекінгу.

1. Суакін - стародавнє місто-порт на узбережжі Червоного моря з багатою історією.

1. Нубійська пустеля - одна з найбільших пустель світу, що тягнеться на сотні кілометрів вздовж Нілу. Приваблює мандрівників і шукачів пригод.

1. Озеро Нубія - велике водосховище на Нілі біля першого нільського порогу. Славиться своєю фауною, зокрема птахами.

### Перспективи розвитку
Незважаючи на певні труднощі, туристична галузь Судану має значний потенціал для подальшого зростання. Уряд країни розглядає туризм як один з перспективних напрямків економічного розвитку та диверсифікації.
Для розкриття туристичного потенціалу Судану необхідно:
- покращити інфраструктуру: дороги, готелі, аеропорти, об'єкти харчування та розваг;
- залучати інвестиції у розбудову туристичної галузі, створювати спільні туристичні проєкти з іноземними компаніями;
- підвищувати кваліфікацію персоналу, зайнятого у сфері туризму;
- покращити маркетинг та просування туристичного потенціалу Судану на міжнародному ринку;
- забезпечити безпеку туристів та сприятливий інвестиційний клімат.

Реалізація цих заходів сприятиме зростанню потоку туристів до Судану та перетворенню туризму на одну з провідних галузей економіки країни. Унікальна історико-культурна спадщина в поєднанні з мальовничою природою роблять Судан надзвичайно привабливою країною для туристів.

## Освіта

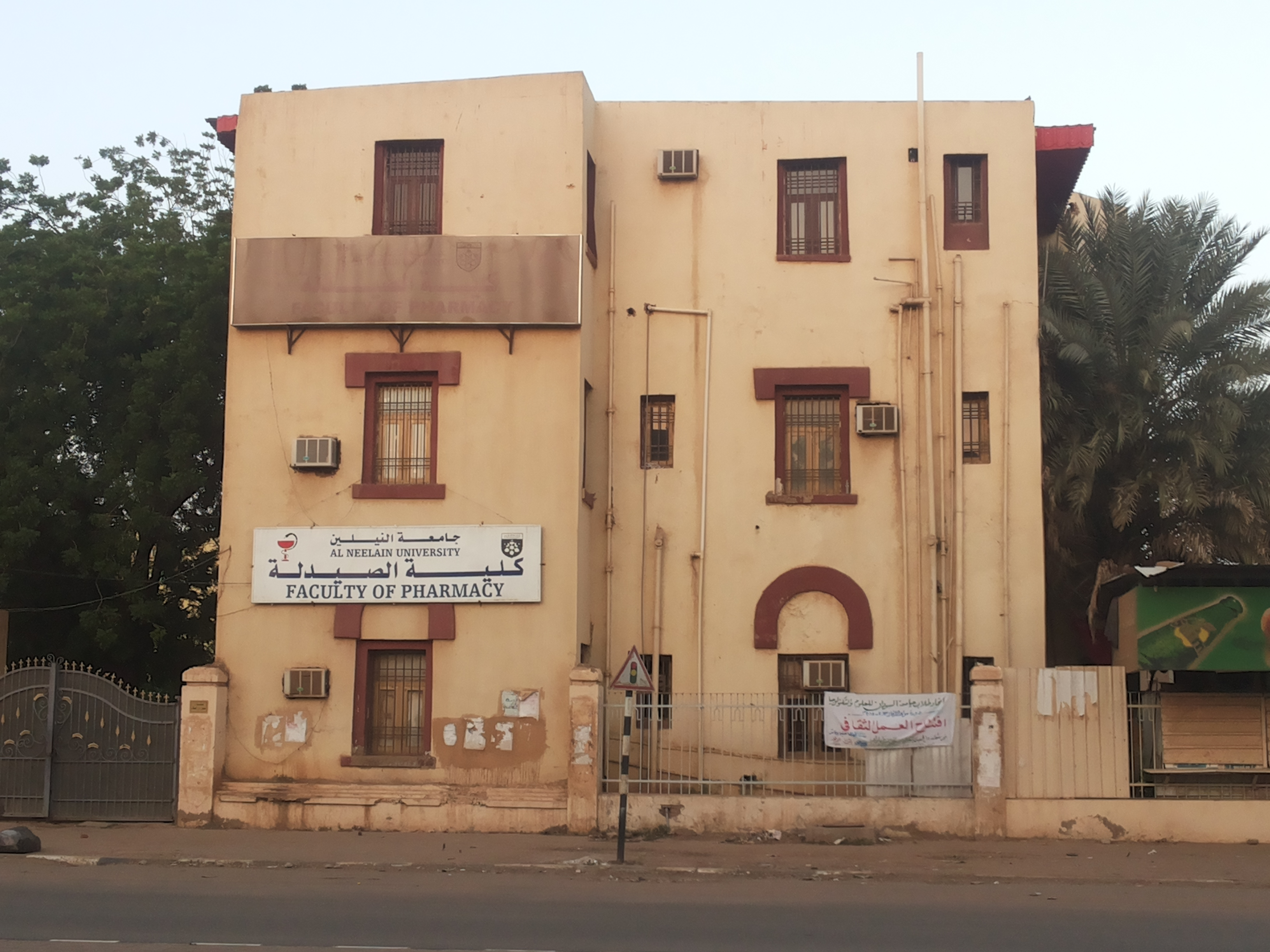
Факультет фармакології, університет Хартуму

## Охорона здоров'я
У 2008—2011 роках ВООЗ із застосуванням системи HeRAMS у Дарфурі, західному регіоні країни, проводилась оцінка медичної допомоги. Згідно зі звітом 2010 року із 897 наявних закладів охорони здоров'я функціонували лише 680 (76 %).
Згідно повідомлення ВООЗ, з липня 2024 року по липень 2025 року (включно), у Судані зареєстровано майже 100 тис. випадків холери.

## Внутрішні конфлікти
Судан це територіально велика країна з етнічно і релігійно різноманітним населенням, і відносно молодим і слабким державним центром, і відтак має потенційні конфлікти. Ситуація ускладнена наявністю корисних копалин і зокрема нафти в надрах країни. Світові енергетичні монополії прагнуть доступу до сировинних ресурсів. Особливе обурення західних корпорацій останні десятиріччя викликає Китай, який без всяких вимог надає позики уряду Хартума і отримує доступ до економічної діяльності в країні. Судан зайняв четверте місце серед експортерів нафти до Китаю. Всього на продаж в КНР йде майже 70 % суданської нафти, причому велику її частину видобувають китайські нафтові гіганти Sinopec і CNPC, що отримали ексклюзивні права на розробку суданських нафтових родовищ. Окрім того, Китай став одним з найбільших експортерів озброєння до Судану. Традиційна схема неоколоніалізму «кредити—корупція—борги—залежність—контрольованість» дає збій. Тому в периферійних регіонах, багатих нафтою, виникають «фронти звільнення», озброєні формування і збройні конфлікти. Як правило, вони супроводжуються пропагандистською підтримкою і втручанням ззовні, а угоди про тимчасове мирне врегулювання обов'язково містять пункти про розподіл нафтових доходів між учасниками конфліктів.

### Південний Судан

Південний Судан до 2011 року

Підписання в 1972 році Аддис-Абебської угоди призвело до припинення громадянської війни між ворогуючою Північчю і Півднем і наданням Півдню певної автономії в питаннях внутрішнього управління. Затишшя тривало приблизно десять років, після чого збройний конфлікт відновила Народна армія звільнення Судану. Приводом для цього послужила політика ісламізації країни, у рамках якої в 1983 році тодішній президент Джафар Німейрі розділив південну провінцію Екваторія на три окремі провінції, а в кримінальне законодавство країни були введені деякі види покарань, передбачені нормами шаріату (такі як забивання каменями, публічне шмагання і відсікання рук).
Унаслідок періодичних посух, голоду, браку палива, збройного протистояння на півдні країни, багато мешканців півдня країни було вимушені залишити свої оселі й тікати в міста або в сусідні країни — Ефіопію, Кенію, Уганду, Єгипет. Біженці, позбавлені можливості займатися сільським господарством або іншим чином заробляти собі на життя, страждали від недоїдання і неправильного харчування, були позбавлені доступу до освіти й охорони здоров'я. Багаторічна громадянська війна призвела до появи так званого «втраченого покоління».
Мирні переговори між повстанцями Півдня і урядом в 2003—2004 роках дали відчутні результати, але збройні зіткнення в деяких південних районах тривали. Всеосяжна мирна угода була укладена між північчю і півднем країни за посередництва США 2005 року, вона поклала край тривалій громадянській війні. На початку січня 2011 року південці вирішували, чи залишиться південь, де містяться основні розвідані запаси суданської нафти, в складі єдиної з північчю держави або відокремиться. Сторони домовилися, що після досягнення остаточної мирної домовленості Південний Судан матиме автономію протягом 6 років, після чого питання про незалежність цієї території було винесено на референдум. Протягом цього періоду доходи від видобутку нафти порівну ділитимуться між урядом і повстанцями. Спостерігачі, проте, ставили під сумнів здатність і бажання уряду виконати свої зобов'язання. 22 грудня 2009 року парламент Судану схвалив закон, що встановлює правила проведення загального референдуму 2011 року. Згідно з документом, незалежність Півдню буде надана, якщо за неї проголосує 51 % голосуючих, і за умови, що явка складе не менше 60 %. Усе ж таки 9 липня 2011 року країну Південний Судан проголосили незалежною.

### Конфлікт у Дарфурі

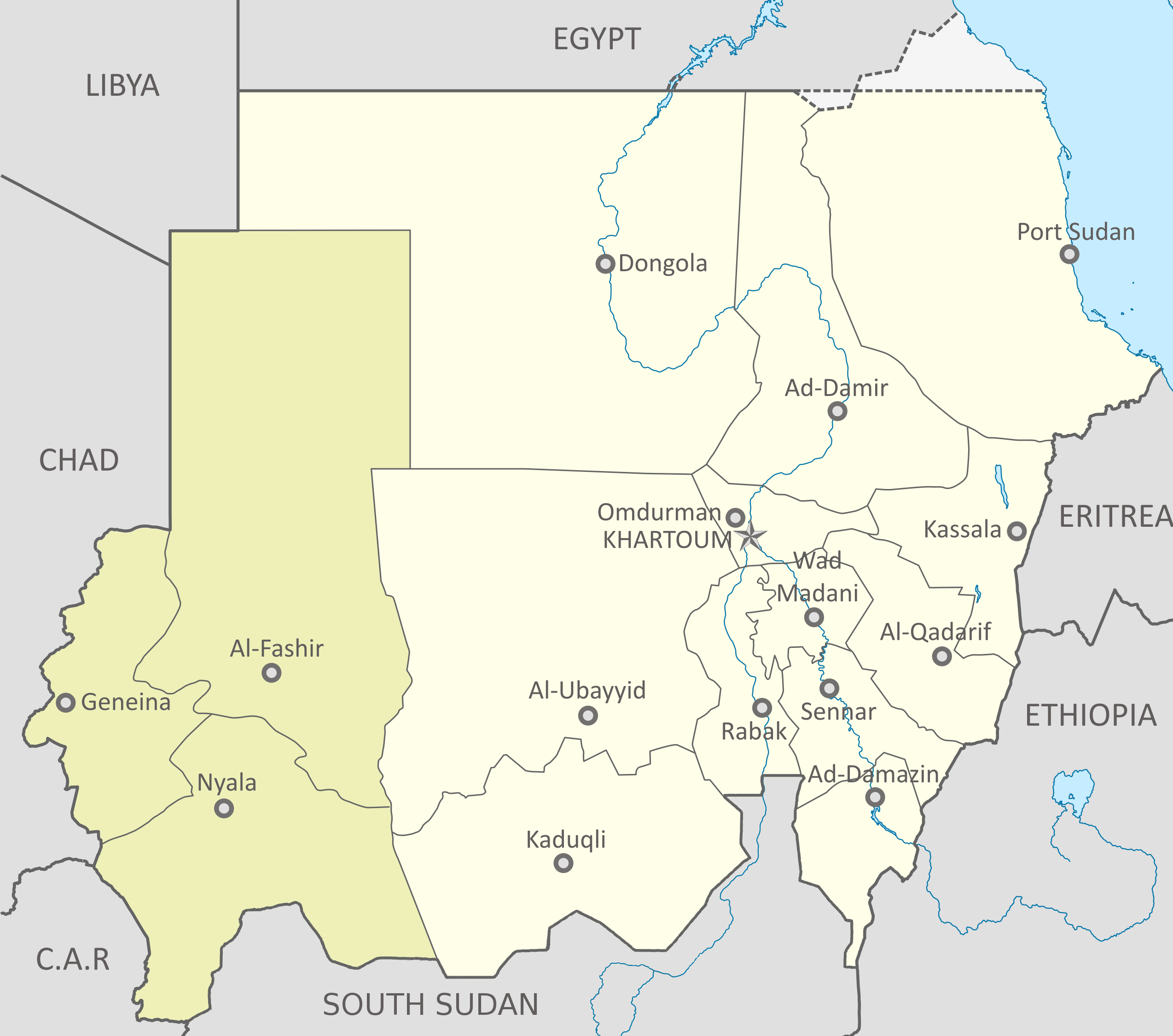
Дарфур

Тим часом, на початку 2003 року спалахнуло повстання тепер уже на заході країни, в регіоні Дарфур. У регіоні існують як мінімум два повстанські угруповання, що розрізняються в своєму підході до цілей боротьби, — просто досягнення незалежності або повалення центрального хартумського уряду. Як урядові війська, так і повстанці звинувачують один одного в звірствах. Етнічні чистки привели до появи таборів біженців, за західними оцінками близько мільйона чоловік залишили зону конфлікту і сховався в сусідньому Чаді.
Регіон Дарфур населяють представники різних народностей, які в принципі можна об'єднати в дві групи — чорношкірі африканці і арабські племена, що населяють регіон приблизно з XIII ст.. І ті, й інші сповідують іслам, проте відносини між двома етнічними групами впродовж багатьох століть відзначалися напруженістю і призводили до регулярних збройних зіткнень. Аж до XX ст. Дарфур був центром работоргівлі, причому чорношкірі і арабські работорговці змагалися один з одним при здійсненні набігів на сусідній регіон Бахр-ель-Газаль для захоплення рабів і подальшого перепродажу в прибережні райони Африки. Етнічні групи конфліктували між собою і відносно обмежених земельних і водних ресурсів.
Приводом для сучасного конфлікту стала угода між Хартумом і повстанцями Півдня про розділ доходів від видобутку нафти. Чорношкіре населення Дарфуру вважає, що в угоді не були враховані їхні економічні інтереси.

### Конфлікт стосовно об'єднання Збройних Сил
Зранку 15 квітня 2023 року, у столиці Судана Хартумі та інших містах країни розпочались бої між армією та Силами швидкого реагування (SRF) – паралельної силової структури. Причиною боїв стало питання підпорядкування Сил оперативної підтримки загальному військовому керівництву Збройних Сил. Справа в тому, що армія підпорядкована військовому уряду сформованому у 2021 році, а Сили швидкого реагування (SRF) – віце-президенту. У рамках плану розрахованому до 2026 року, останні мали увійти до складу Збройних Сил, але Уряд національної єдності на чолі з генералом Абдель Фаттахом аль-Бурханом та віце-президент генерал Мохамед Хамдан Дагало не змогли домовитись щодо строків та порядку переходу сил. З огляду на повідомлення ЗМІ, першими в атаку пішли Сили швидкого реагування (SRF), які атакували Генштаб, місця постійної дислокації армії, аеропорт у столиці та інші об’єкти. В результаті сутичок між армією та Силами швидкого реагування (SRF) у Судані, 15 квітня загинуло щонайменше троє людей, десятки поранених. Також, згідно повідомлень, в аеропорту Хартума, один з літаків української авіакомпанії SkyUp повністю згорів. Під час зіткнень військових, в районі Кабкабія (штат Північний Дарфур) загинули троє співробітників Всесвітньої продовольчої програми англ. United Nations World Food Programme, WFP), яка є ланкою Організації Об'єднаних Націй з питань надання продовольчої допомоги в понад 80 країнах світу.
16 квітня 2023 року, у Судані тривали збройні сутички між армією та Силами швидкого реагування (RSF). Бої продовжувалися в столиці країни Хартумі. За повідомленням видання Al Arabiya, за останніми даними, під час боїв загинули 56 цивільних, понад – 600 поранені. Також видання повідомляє про загибель щонайменше чотирьох вищих офіцерів під час боїв: командирів RSF двох провінцій, а також командувача сил загального командування суданської армії і командувача однієї з армійських баз.
17 квітня 2023 року, за посиланням на британську газету The Guardian, стало відомо, що у Судані внаслідок боїв військових та силовиків загинули щонайменше 97 осіб, а в лікарнях столиці країни закінчуються запаси медичних препаратів.
20 квітня 2023 року, місцеве телебачення, з посиланням на владу проінформувало, що в Судані внаслідок сутичок між армією і Силами швидкого реагування вже загинуло понад 600 людей. Крім того, за попередніми даними, понад 1800 людей було поранено. В той же час, вже наступного дня, міжнародний арабський інформаційний телеканал Al Arabiya з посиланням на дані Всесвітньої організації охорони здоров’я (ВООЗ, англ. World Health Organization (WHO)) повідомив, що жертвами сутичок у Судані стали 413 людей, ще 3551 дістали поранення.
23 квітня 2023 року, згідно повідомлення агентства Al Araby, колишній президент Судану Омар Хассан Ахмад аль-Башир, разом з великою кількістю ув'язнених, утік з в'язниці Копер у Хартумі. Це сталося після зіткнення Збройних сил Судану та Сил швидкого реагування (SRF) неподалік від в'язниці.
3а даними агентств ООН, упродовж 10 днів боїв загинули щонайменше 427 людей і понад 3700 отримали поранення. Опівночі на 25 квітня 2023 року, за посередництва США, в Судані почав діяти режим припинення вогню, який покликаний сприяти гуманітарним зусиллям і евакуації угода про припинення вогню між Збройними силами Судану та Силами швидкого реагування (RSF). Про 72-годинне припинення вогню оголосив державний секретар США Ентоні Блінкен.
11 червня 2023 року, згідно повідомлення агентства Reuters, бої між армією та воєнізованими Силах швидкого реагування (RSF) в Судані — відновились.
За даними ООН, протягом 2023 року в результаті етнічного насильства з боку воєнізованих Сил швидкого реагування (RSF) і союзних арабських бойовиків в одному тільки місті регіону Західний Дарфур у Судані було вбито від 10 000 до 15 000 людей.